# ノイシュタット・アム・マイン

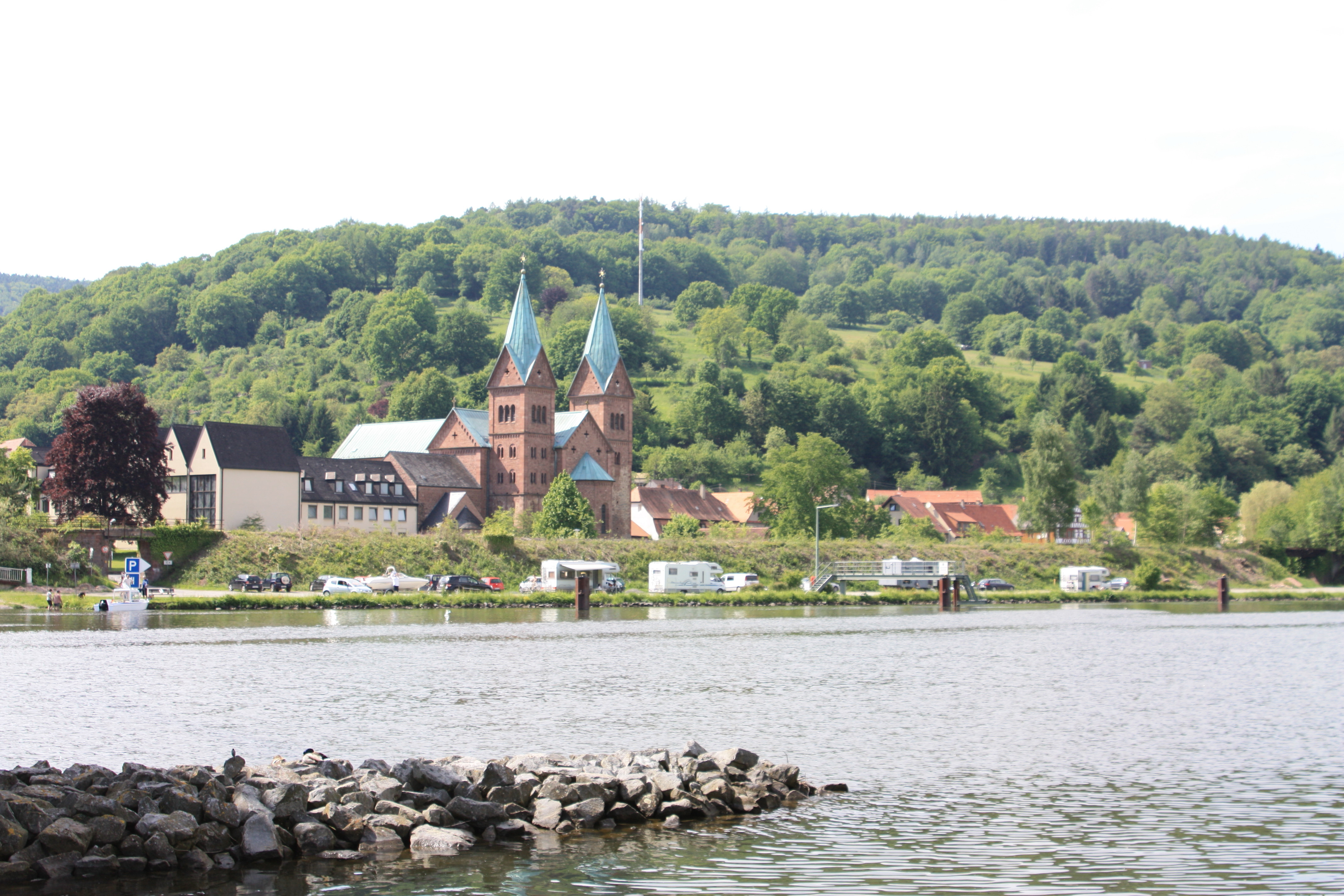
ノイシュタット・アム・マイン

ノイシュタット・アム・マイン (ドイツ語: Neustadt am Main、公式表記は Neustadt a.Main) は、ドイツ連邦共和国バイエルン州ウンターフランケン行政管区のマイン＝シュペッサルト郡に属す町村である。行政機関は同名の首邑にある。

## 地理

### 位置
この町は、ヴュルツブルク地域に位置している。町内の最高地点はクロスタークッペル山頂の海抜 553 m、最低地点はマイン川沿いの海抜 147.1 m である。クロスタークッペルは、完全にマイン＝シュペッサルト郡に含まれる山の中で最も高い山である。その近くから、ノイシュタット・アム・マインを流れるジルバーロッホバッハ川が湧出している。

### 自治体の構成
この町は2つのオルツタイル（行政上の地区区分）、4つのジートルンク（集落）からなる。
- エルラハ・アム・マイン
- ノイシュタット・アム・マイン
  - アウローラ
  - マルガレーテンホーフ

ゲマルクング（不動産管理上の地区）は、エルラハ・アム・マインとノイシュタット・アム・マインである。

### 隣接する市町村
| フォルスト・ローラーシュトラーセ*                   | ロール・アム・マイン | シュタインフェルト       |
| フュルストリヒ・レーヴェンシュタインシャー・パルク* |                      | ローデン                 |
|                                                     | ローテンフェルス     | マルクトハイデンフェルト |

- いずれもマイン＝シュペッサルト郡に属す。
- 地名の後に「*」があるのは、市町村に属さない地域である。

## 地名

### 語源
元々の集落名 Rorinlacha の由来が何であったかは明かではない。これには2つの説がある。
- この地名は、古高ドイツ語の単語 řorīn と lahha からなっている。これは、「葦が茂る沼地」を意味する[4]。こうした地名の成り立ちは、エルラハ (erl lahha)というにも当てはまる。
- この地名は、人物名 Roggo と「境界を定めた土地」を意味する Lacha からなる。すなわち「Roggoの集落」を意味している。

"Neue Statt"（新しい場所）に修道院が創設されたことで、この村は当初 Niuwenstat その後 Neustadt と呼ばれるようになった。当初の名称は古高ドイツ語の niuwe と stat からなっていた。同様の語源は、近隣のノイエンドルフにも見られる。付属語の am Main は、他の同名の集落と区別するために付加された。

### 古い表記
この町は、様々な古地図や史料に以下のような表記で記されている。
| - 150年 Locoritum - 768年 Rorinlacha - 812年 Rorenlacha - 817年 Nuuenstat - 835年 Niunstat - 976年 Nuenstat - 993年 Niuuuenstat - 1003年 Niuenstat - 1150年 Nůwenstat | - 1157年 Nuwestat - 1276年 Nuenstat - 1336年 Nuewenstat - 1494年 Newenstat - 1562年 Neuenstatt am Mayn - 1594年 Neuestatt am Main - 1801年 Neustadt am Mayn - 1832年 Neustadt am Main |

## 歴史

### 自治体形成まで
ベネディクト会ノイシュタット・アム・マイン修道院は、769年以前に創設された。この修道院は1803年に世俗化の過程で廃止された。この集落は、ヴュルツブルク司教領アムト・ローテンフェルスの一部として、1803年の帝国代表者会議主要決議によってレーヴェンシュタイン＝ヴェルトハイム＝ローゼンベルク侯領に編入された。1806年の陪臣化後、アシャッフェンブルク侯国領となった。この侯国はその後フランクフルト大公国の県となり、1814年にバイエルン王国に併合された。バイエルン王国の行政改革に伴う1818年の自治体令により、現在の自治体が形成された。

### 行政史
1862年にベツィルクスアムト・ロール・アム・マインが創設され、ノイシュタットはその管轄下に置かれた。1871年、バイエルンのベツィルクスアムト再編により、ノイシュタットはベツィルクスアムト・マルクトハイデンフェルトに編入されたが、1880年1月1日にベツィルクスアムト・ロール・アム・マインに戻された。1939年、ドイツ国全土で「ラントクライス」（郡）の呼称が使われることとなった。ノイシュタットは、ロール・アム・マイン郡の26市町村の1つとなった。ロール・アム・マイン郡廃止に伴い1972年7月1日にノイシュタットは、新設されたミッテルマイン郡の管轄下となった。この郡はその10か月後に、現在の「マイン＝シュペッサルト郡」に改名された。

### 町村合併
エルラハ・アム・マインは1978年5月1日に、バイエルン州の地域再編に伴って合併した。

## 住民

### 人口推移
1988年から2018年までの間に人口はほぼ変わっていない（1270人から1267人へ3人減少した）。
- 1961年: 1078 人[5]
- 1970年: 1204 人[5]
- 1987年: 1301 人
- 1991年: 1389 人
- 1995年: 1398 人
- 2000年: 1343 人
- 2005年: 1349 人
- 2010年: 1259 人
- 2015年: 1288 人
- 2017年: 1244 人

## 行政
この町は、ロール・アム・マイン行政共同体に加盟している。

### 首長
2014年5月1日からシュテファン・モルゲンロート (Bürgerliste) が町長を務めている。彼は2020年3月15日の選挙で 94.2 % の支持票を集め、さらに6年間の任期を獲得した。彼の前任者は、カーリーン・ベルガー (Freie Wählergemeinschaft Erlach) であった。

### 紋章
図柄: 銀地と赤地に左右二分割。向かって左は、黒字のアンシャル体の大文字 N の上に黒い小さな十字架。ミカって右は、まっすぐ下に向けられた、金の柄のフランベルク。

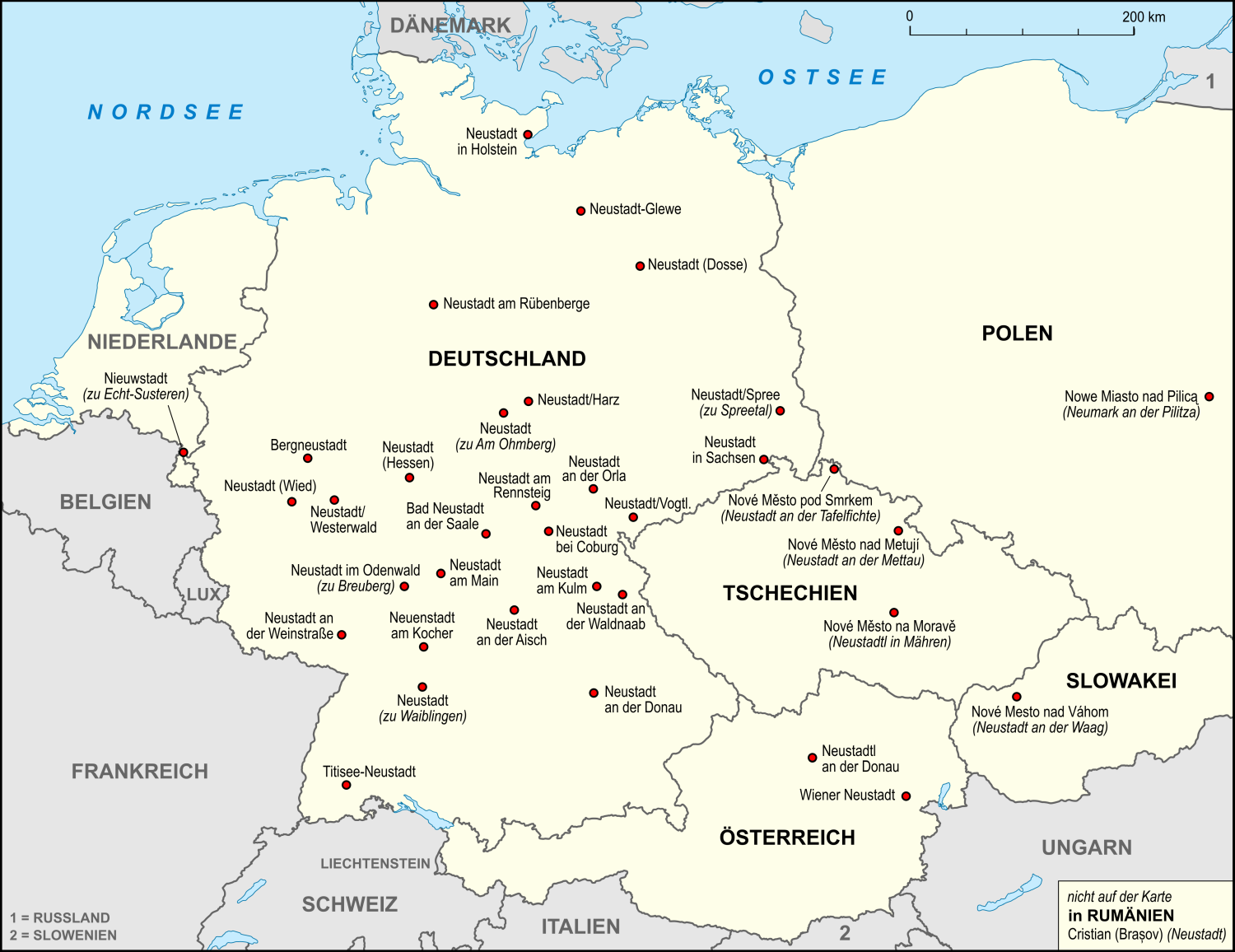
「ノイシュタット・イン・ヨーロッパ」加盟自治体地図

### 姉妹自治体
ノイシュタット・アム・マインは、作業共同体「ノイシュタット・イン・ヨーロッパ」に加盟している。これは、ドイツ、オーストリア、ハンガリー、チェコ、ポーランド、スロヴァキアの「ノイシュタット」という名前の街、36箇所（2008年9月現在）の集合体である。

## 経済と社会資本

### 経済構造
公式統計によれば、2018年6月30日現在、この町で働く社会保険支払い義務のある就労者は88人で、このうち製造業者が29人、商業・交通業に従事する者は20人である。この町に住む社会保険支払い義務のある就労者は合計487人である。さらに2016年時点で、1軒の農家があった。

### 教育
以下の教育機関がある。
- 幼稚園: 1園。定員30人に対して園児数は22人（2019年現在）[11]

## 関連図書
- Klaus Weyer: Vom Keltenheiligtum zum karolingischen Missionskloster – Neustadt am Main (2019). Würzburg: Königshausen & Neumann. ISBN 978-3-8260-6740-2